# Cheongdam (métro de Séoul)
Cheongdam est une station sur la ligne 7 du métro de Séoul, dans l'arrondissement de Gangnam-gu.